# Paweł Cyrus-Sobolewski

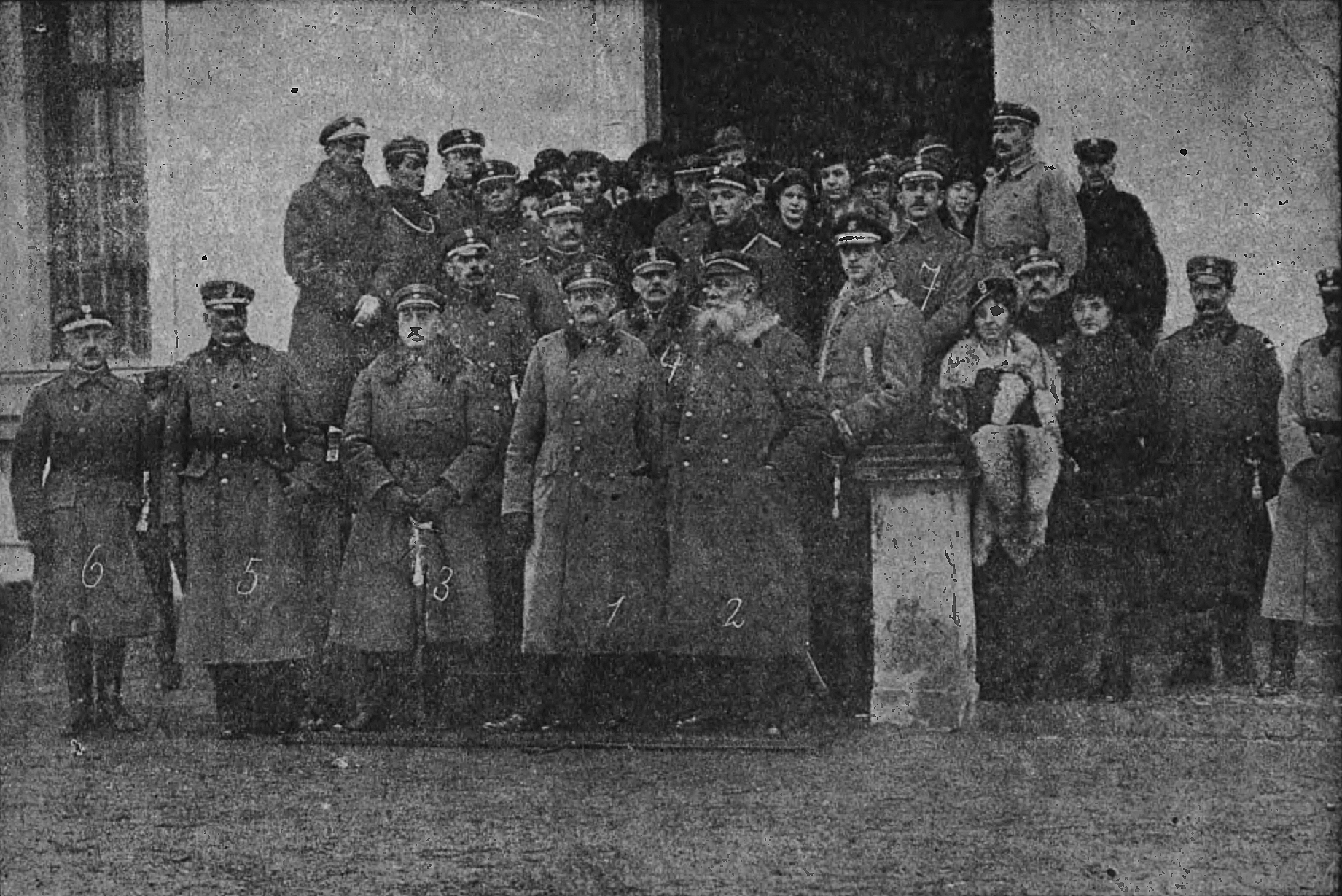
Poświęcenie Szkoły Podchorążych w Łobzowie 12 stycznia 1919. Oznaczony 5) gen. Sobolewski

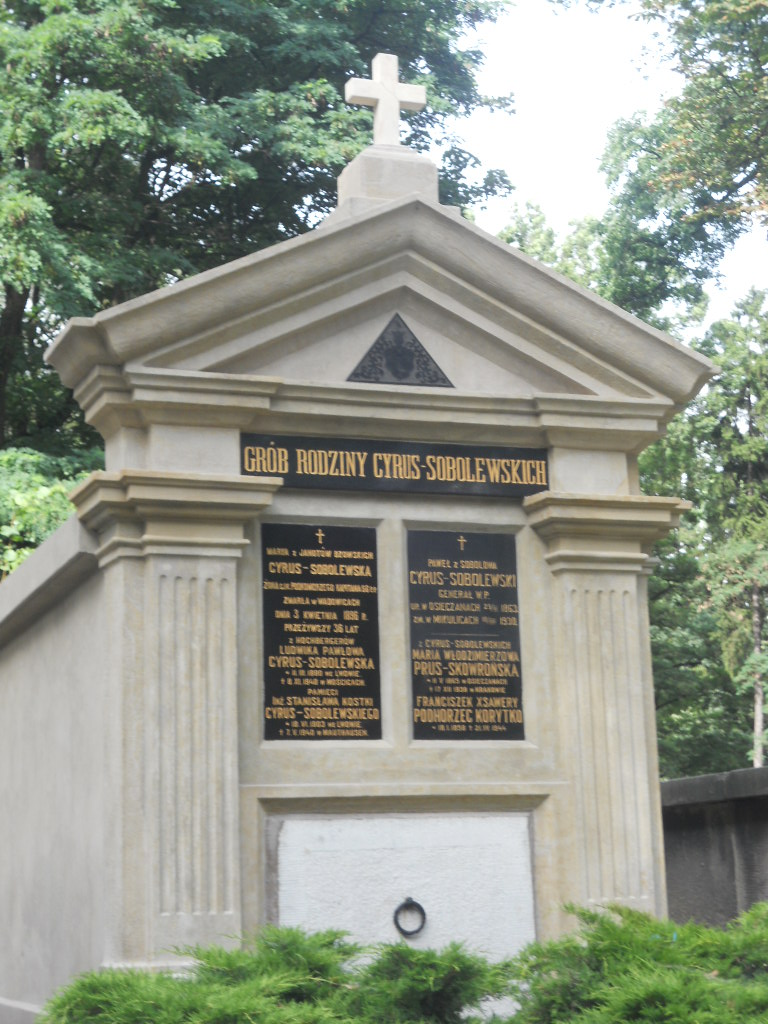
Grobowiec rodziny Cyrus-Sobolewskich na krakowskich Rakowicach

Paweł Piotr Kajetan Cyrus-Sobolewski (ur. 29 czerwca 1863 w Osieczanach, zm. 8 października 1930 w Mikulicach) – generał major cesarskiej i królewskiej armii, tytularny generał dywizji Wojska Polskiego.

## Życiorys
Był synem Marcelego, właściciela ziemskiego, i Konstancji z Dąmbskich. Jego starszy brat Feliks był także generałem majorem c.k. armii. Żonaty z Anielą Ludwiką Hochberger. Miał czworo dzieci; synów Jana Kantego, Stanisława i Ludwika oraz córkę Marię. Uczył się w Gimnazjum św. Jacka w Krakowie.
W latach 1881–1884 był słuchaczem oddziału artyleryjskiego Wojskowej Akademii Technicznej w Wiedniu. 18 sierpnia 1884 w stopniu podporucznika rozpoczął służbę czynną w artylerii. Do roku 1888 był oficerem baterii w 21 dywizjonie artylerii we Lwowie, a następnie oficerem w 11 pułku artylerii korpuśnej. W 1891 przeniesiony został do 3 dywizjonu artylerii w Jarosławiu. W latach 1892–1893 był słuchaczem Wyższego Kursu Artylerii. W 1897 powrócił do 11 pułku artylerii korpuśnej, w którym między innymi dowodził parkiem amunicyjnym. W 1906 skierowany został do 1 pułku artylerii dywizyjnej, a następnie do 1 pułku artylerii korpuśnej na stanowisko dowódcy baterii. W 1908 został wyznaczony na stanowisko dowódcy 1 dywizjonu artylerii konnej. 7 czerwca 1913 objął dowództwo krakowskiego 3 pułku artylerii polowej.
W czasie I wojny światowej walczył na stanowisku dowódcy 3 pułku artylerii polowej (do 14 sierpnia 1915) i dowódcy Brygady Artylerii (do 1 maja 1916). 1 lipca 1917 został przeniesiony w stan spoczynku i równocześnie reaktywowany na czas wojny. W latach 1916–1918 w Okręgu Wojskowym Kraków.
12 listopada 1918 „objął komendę„ nad całą artylerią” podległą Polskiej Komendzie Wojskowej w Krakowie. 1 kwietnia 1919 objął dowództwo VI Brygady Artylerii Frontu Cieszyńskiego. Następnie był inspektorem artylerii Armii gen. J. Hallera i dowódcą XI Brygady Artylerii na froncie bolszewickim. 1 maja 1920 roku został zatwierdzony z dniem 1 kwietnia 1920 roku w stopniu generała podporucznika, w grupie oficerów byłej armii austro-węgierskiej. 2 czerwca 1920 zwolniony został ze stanowiska dowódcy XI BA i przeniesiony do Stacji Zbornej dla Oficerów w Krakowie.
Z dniem 1 kwietnia 1921 został przeniesiony w stan spoczynku, w stopniu generała podporucznika. 12 marca 1921 Naczelny Wódz przyznał mu prawo noszenia munduru. 26 października 1923 roku Prezydent RP Stanisław Wojciechowski zatwierdził go w stopniu tytularnego generała dywizji.
Po przeniesieniu w stan spoczynku osiadł w Krakowie. 8 października 1930 zmarł w Mikulicach w pow. przeworskim (według innego źródła w Krakowie). Pochowany na cmentarzu Rakowickim w Krakowie.

## Awanse
- podporucznik (Leutnant) – 1884
- porucznik (Oberleutnant) – 1890
- kapitan (Hauptmann II kl.) – 1897
- kapitan (Hauptmann I kl.) – 1901
- major (Major) – 1908
- podpułkownik (Oberstleutnant) – 1 listopada 1911
- pułkownik (Oberst) – 1 sierpnia 1914
- generał major (Generalmajor) – 5 stycznia 1918 ze starszeństwem z 1 listopada 1917

## Ordery i odznaczenia
- Krzyż Walecznych
- Kawaler Orderu Korony Żelaznej III kl. z mieczami i dekoracją wojenną[9]
- Krzyż Zasługi Wojskowej III kl. z mieczami i dekoracją wojenną[9]
- Krzyż Zasługi Wojskowej III kl.[9]
- Odznaka za Służbę Wojskową III kl.[9]
- Medal Jubileuszowy Pamiątkowy dla Sił Zbrojnych i Żandarmerii[9]
- Krzyż Jubileuszowy Wojskowy[9]
- Krzyż Pamiątkowy Mobilizacji 1912–1913[9]